# Cave City (Arkansas)
Cave City es una ciudad en los condados de Sharp e Independence, Arkansas, Estados Unidos. Para el censo de 2000 la población era de 1,946 habitantes.

## Geografía
Cave City se localiza a 35°56′53″N 91°33′3″O / 35.94806, -91.55083. De acuerdo a la Oficina del Censo de los Estados Unidos, la ciudad tiene un área total de 6,7 km², de los cuales el 100% es tierra.

## Demografía
Para el censo de 2000, había 1.946 personas, 775 hogares y 538 familias en la ciudad. La densidad de población era 290,4 hab/km². Había 843 viviendas para una densidad promedio de 125,7 por kilómetro cuadrado. De la población 97,84% eran blancos, 0,57% afroamericanos, 0,72% amerindios, 0,05% asiáticos y 0,82% de dos o más razas. 1,18% de la población eran hispanos o latinos de cualquier raza.
Se contaron 775 hogares, de los cuales 35,2% tenían niños menores de 18 años, 52,5% eran parejas casadas viviendo juntos, 13,5% tenían una mujer como cabeza del hogar sin marido presente y 30,5% eran hogares no familiares. 27,4% de los hogares eran un solo miembro y 15,9% tenían alguien mayor de 65 años viviendo solo. La cantidad de miembros promedio por hogar era de 2,42 y el tamaño promedio de familia era de 2,91.
En la ciudad la población está distribuida en 27,3% menores de 18 años, 8,5% entre 18 y 24, 25,8% entre 25 y 44, 18,0% entre 45 y 64 y 20,4% tenían 65 o más años. La edad media fue 36 años. Por cada 100 mujeres había 79,9 varones. Por cada 100 mujeres mayores de 18 años había 74,5 varones.
El ingreso medio para un hogar en la ciudad fue de $23.163 y el ingreso medio para una familia $27.292. Los hombres tuvieron un ingreso promedio de $21.397 contra $17.424 de las mujeres. El ingreso per cápita de la ciudad fue de $11.925. Cerca de 17,0% de las familias y 21,3% de la población estaban por debajo de la línea de pobreza, 26,3% de los cuales eran menores de 18 años y 15.6% mayores de 65.